# Wulongshan
Wulongshan (kinesiska: 五龙山, 五龙山乡) är en socken i Kina. Den ligger i provinsen Shanxi, i den norra delen av landet, omkring 210 kilometer söder om provinshuvudstaden Taiyuan. Antalet invånare är 9 023. Befolkningen består av 4 525 kvinnor och 4 498 män. Barn under 15 år utgör 19,0 %, vuxna 15-64 år 71 %, och äldre över 65 år 8,0 %.
Genomsnittlig årsnederbörd är 707 millimeter. Den regnigaste månaden är juli, med i genomsnitt 229 mm nederbörd, och den torraste är december, med 5 mm nederbörd.